# El señor Skeffington
El señor Skeffington es una película estadounidense de 1944 dirigida por Vincent Sherman e interpretada por Bette Davis. Basada en la novela de Elizabeth Von Arnim logró dos nominaciones a los premios Óscar de la Academia correspondientes a los de mejor actriz principal para Bette Davis y mejor actor de reparto para Claude Rains.

## Sinopsis
Fanny Trellis (Bette Davis), reina de la belleza de Nueva York, recibe la inesperada visita de Job Skeffington (Claude Rains), un mago de las finanzas que le explica que Trippy (Richard Waring), su irresponsable hermano, ha hecho un desfalco en el banco de Skeffington, donde trabaja, y ha utilizado el dinero para pagar sus deudas de juego. Puesto que sus medios no le permiten pagar los descubiertos en las cuentas de su hermano, Fanny se gana el afecto de Job y se casa con él para evitar que juzguen a Trippy y le envíen a la cárcel. Indignado por el matrimonio de su hermana con Skeffington, Trippy se enrola en el British Air Corps y muere en acción durante la Primera Guerra Mundial.
Fanny, que culpa a Job de la muerte de Trippy, se muestra inconsolable y su embarazo no consigue más que aumentar su pena. Cuando termina la guerra, Fanny y Job, que llevan largo tiempo separados, se divorcian y él le concede una cuantiosa remuneración. Debido a que su hija, al crecer, le recuerda constantemente el paso de los años, Fanny accede a que vaya a vivir a Europa con su padre. A lo largo de su matrimonio, Fanny había seguido recibiendo y adulando a sus admiradores y, una vez libre, aumenta su colección de amantes.
Al estallar la Segunda Guerra Mundial, Job envía a la joven Fanny (Marjorie Riordan), que ahora cuenta dieciocho años, a casa de su madre, cuyo último amante es el joven ingeniero Johnny Mitchell (Johnny Mitchell). Mientras navega con Johnny, Fanny enferma de difteria y está a punto de morir. Cuando se restablece, su espléndida belleza ha desaparecido e incluso se le ha caído el cabello. Recurriendo a los artificios de la cosmética, trata de mantenerse atractiva, pero debe enfrentarse a la abrumadora certeza de que es vieja y está hecha una ruina. Su vanidad recibe un golpe adicional cuando su hija se casa con Johnny Mitchell y se va a vivir con él a la costa Oeste. Sola y fea, Fanny contempla un negro futuro.
Un día, su primo George (Walter Abel), que en todo momento ha sido su consejero, le dice que Job, víctima del antisemitismo de los nazis, ha regresado de Europa totalmente arruinado. Fanny se niega a verle porque ya no es hermosa, pero cambia de parecer cuando George le ruega que tenga un gesto altruista al menos una vez en su vida. Al ver de nuevo a Job y descubrir que está ciego se lanza en sus brazos y le promete que dedicará su vida a cuidarle. Ignorante del deterioro sufrido por Fanny, Job le asegura que siempre será bella para él.

## Reparto
- Bette Davis.... Fanny Trellis
- Claude Rains.... Job Skeffington
- Richard Waring.... Trippy Trellis
- Marjorie Riordan.... Fanny Skeffington
- Walter Abel.... George Trellis

## Premios
El filme tuvo dos candidaturas al Oscar en las categorías de Mejor Actriz Principal para Bette Davis y Mejor Actor Secundario para Claude Rains.